# Episodi di Nero Wolfe (serie televisiva 1969) (seconda stagione)
La seconda stagione della serie televisiva italiana Nero Wolfe, composta da tre episodi suddivisi in sei puntate, è andata in onda dal 13 luglio 1969 al 4 gennaio 1970 sul Programma Nazionale della Rai.
Nella tabella sottostante sono indicati il numero dell'episodio (tra parentesi il numero complessivo), il titolo, il romanzo di Rex Stout al quale l'episodio fa riferimento, l'autore della riduzione e sceneggiatura e le date di trasmissione.
| nº    | Titolo italiano        | Romanzo              | Riduzione           | Prima TV Italia         |
| ----- | ---------------------- | -------------------- | ------------------- | ----------------------- |
| 1 (5) | Un incidente di caccia | Tre sorelle nei guai | Vladimiro Cajoli    | 13–15 luglio 1969       |
| 2 (6) | Il patto dei sei       | Sei per uno          | Giuliana Berlinguer | 27 luglio–3 agosto 1969 |
| 3 (7) | La casa degli attori   | Dollari matti        | Giuliana Berlinguer | 3–4 gennaio 1970        |

## Un incidente di caccia
- Tratto da Tre sorelle nei guai (Where There's a Will) di Rex Stout
- Prima televisiva italiana: 13 e 15 luglio 1969
- Titoli degli episodi: Affari di famiglia e Misteriosi veli
- Riduzione e sceneggiatura: Vladimiro Cajoli

### Trama
Tre famose sorelle – una scrittrice e moglie di un importante uomo politico, una celebre scienziata e un'attrice di fama mondiale - visitano Nero Wolfe per chiedergli di evitare loro uno scandalo. Dopo aver subito la perdita del fratello, morto in un incidente di caccia tre giorni prima, sono alle prese con uno shock ulteriore nel leggere il testamento del defunto, i cui lasciti creeranno un certo scompiglio una volta resi pubblici. Nonostante le tre sorelle siano concordi nell'accettare le volontà del fratello, sono certe che il testamento verrà contestato dalla loro cognata, che non avrà problemi a rivolgersi ad un tribunale. Intendono pagare Wolfe perché persuada il primo beneficiario – una giovane donna – a rinunciare a gran parte dell'eredità. L'incontro è interrotto dall'arrivo della vedova. Donna di rara bellezza, è stata orribilmente sfigurata in un incidente. È oggi nota per il proprio aspetto, contraddistinto da un velo che le ricopre il volto per intero. Dopo un vivo confronto, Wolfe la informa che sarà considerata a pieno diritto una sua cliente, proprio come le tre sorelle: l'investigatore negozierà con la signorina a nome di tutte e quattro. Lo stesso giorno, l'incontro viene interrotto di nuovo. L'ispettore Cramer giunge nella casa di arenaria per informare le sorelle che l'incidente di caccia in cui è rimasto vittima il loro fratello non è stato affatto un incidente.
- Interpreti: Paola Mannoni (Mary), Gianna Piaz (Clotilde), Esmeralda Ruspoli (Amelia), Antonio Pierfederici (Glenn Prescott), Mariolina Bovo (Diana Karn), Edmonda Aldini (Daisy Hawthorne), Pierpaola Bucchi (Sara Dunn), Enzo Garinei (procuratore Mandelbauer), Renato De Carmine (Eugenio Davis), Claudio Gora (John Charles Dunn), Gilberto Mazzi (James)

## Il patto dei sei
- Tratto da Sei per uno (The Rubber Band) di Rex Stout
- Prima televisiva italiana: 27 luglio e 3 agosto 1969
- Titoli degli episodi: Silenti accordi e Ladro lui, ladra lei
- Riduzione e sceneggiatura: Giuliana Berlinguer

### Trama
Convinto di pesare troppo, anche la domenica pomeriggio Nero Wolfe si dedica per un quarto d'ora alla sua personale ginnastica, il tiro a bersaglio con le freccette, ed ascolta Archie Goodwin che legge ad alta voce un articolo del supplemento domenicale del Times. L'articolo riguarda un personaggio di spicco in visita negli Stati Uniti, impegnato in una delicata missione diplomatica per conto del Regno Unito. L'indomani Archie riceve nello studio del suo principale due possibili clienti; prima che cali il buio Wolfe dovrà decidere quale scegliere, considerando anche che vi sono ben più di due crimini da districare. Alla fine il cliente si rivela essere una bella ragazza, la quale ha commesso un illecito amministrativo nella società dove lavora, ma sarà Wolfe a recitarle i versi di una poesia, e non Archie.
- Interpreti: Vittorio Sanipoli (Anthony Perry), Augusto Mastrantoni (Harlan Scovil), Elsa Polverosi (signorina Barish), Carmen Scarpitta (Claire Fox), Edoardo Toniolo (Ramsey Muir), Cristina Mascitelli (Hilda Lindquist), Loris Gafforio (Mike Walsh), Sergio Reggi (sergente Stebbins), Gabriele Polverosi (tenente Rowcliff), Arnaldo Bagnasco (agente Bill), Enrico Lazzareschi (Francis Horrocks), Gastone Bartolucci (Lord Clivers), Gianni Bonagura (procuratore Skinner)

## La casa degli attori
- Tratto da Dollari matti (Counterfeit for Murder) di Rex Stout
- Prima televisiva italiana: 3 e 4 gennaio 1970
- Riduzione e sceneggiatura: Giuliana Berlinguer

### Trama
Hattie Annis si presenta da Nero Wolfe per incaricarlo di scoprire chi abbia nascosto un pacco di banconote false nella propria casa. Subito dopo, qualcuno cerca di ucciderla, ma Wolfe trova nel salotto un cadavere che non è quello della donna. Accusato dalla polizia di essere in qualche modo coinvolto nel delitto, l'investigatore vincerà la propria pigrizia affrontando e risolvendo il caso.
- Interpreti: Giusi Raspani Dandolo (Hattie Annis), Agla Marsili (Tammy Baxter), Ruggero De Daninos (Albert Leach), Giorgio Piazza (Raymond Dell), Daniela Surina (Martha Kirk), Paolo Graziosi (Noël Ferris), Gianni Di Benedetto (avvocato Parker), Enrico D'Amato (procuratore Pinto), Roberto Paoletti (sergente Vine), Attilio Corsini (agente Callahan), Corrado Olmi (Clift), Adriano Amidei Migliano (Paul Hannah), Francesco Gerbasio (un medico), Lorenzo Terzon (un agente), Giuseppe Scarcella (agente della scientifica), Ennio Majani (un tipografo), Bruno Biasibetti (portiere della tipografia)